# Дмитриев, Юрий Алексеевич
Ю́рий Алексе́евич Дми́триев (род. 28 января 1956, Петрозаводск, Карело-Финская ССР, СССР) — советский и российский публицист, краевед, руководитель карельского отделения общества «Мемориал». Известен как один из составителей и издатель книг памяти жертв политических репрессий 1930-х — 1940-х годов в Карелии и материалов по истории строительства Беломорско-Балтийского канала и организатор экспедиций, обнаруживших и исследовавших места захоронения жертв политических репрессий в Сандармохе и Красном бору.
С 2016 года находился под стражей. В 2020 году был обвинён в совершении насильственных действий сексуального характера и приговорён к 13 годам лишения свободы. В декабре 2021 года срок наказания увеличен до 15 лет. Дмитриев был признан политзаключённым, в его поддержку развернулась общественная кампания.

## Биография

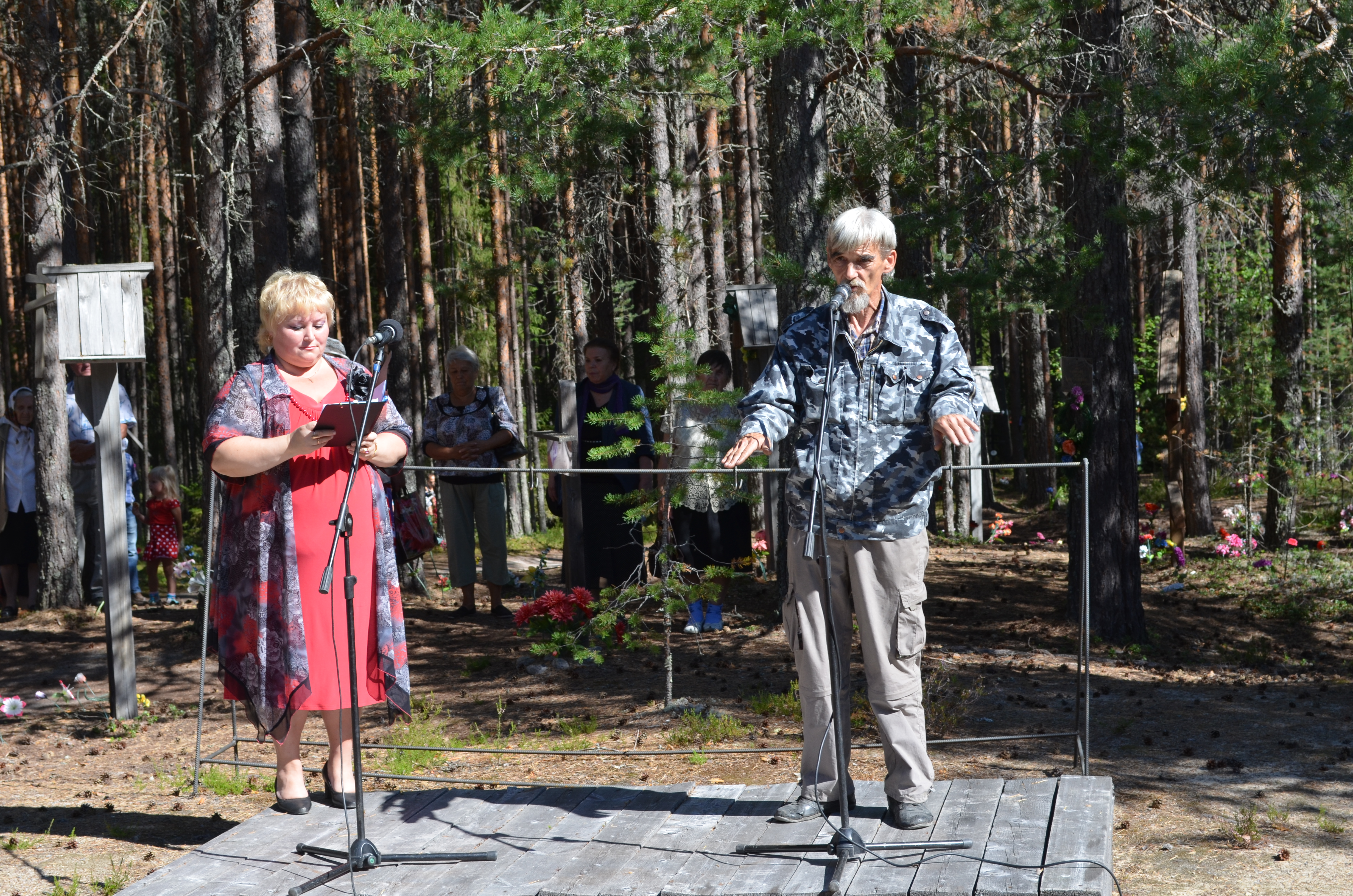
Юрий Дмитриев в Сандармохе (2013 год)

Юрий Дмитриев родился в Петрозаводске, некоторое время воспитывался в детском доме, затем был усыновлён. Приёмный отец был военным (офицер, ветеран войны, кавалер двух орденов Славы). Детство Юрий провёл в Дрездене (ГДР), где служил отец.
Учился в Ленинградском медицинском училище Северо-западного здравотдела, но не окончил его. Работал слесарем в банно-прачечном комбинате, начальником кочегарок в ЖЭКе, рабочим на слюдяном заводе, руководил экскурсиями в карельских лесах.
29 июня 1978 года Прионежский районный суд Карельской АССР признал Дмитриева, в то время работавшего инструктором турбазы «Косалма», виновным в нанесении тяжких телесных повреждений кочегару турбазы. Как было отмечено в приговоре, член ВЛКСМ Дмитриев «будучи в нетрезвом состоянии» руками и ногами избил потерпевшего. Действиями Дмитриева потерпевшему причинены перелом нижней челюсти, ушиб почки и множественные ушибы мягких тканей лица, а также перелом рёбер с повреждением тканей легкого. Суд назначил Дмитриеву за это преступление 3 года лишения свободы, с отбыванием наказания в исправительно-трудовой колонии общего режима.
По словам знакомых, из колонии вернулся «антисоветчиком».
В конце 1980-х годов Дмитриев присоединился к работе по составлению списков жертв политических репрессий 1930—1940-х годов в Карелии, проводившейся его другом, председателем петрозаводского отделения «Мемориала» Иваном Чухиным. Дмитриев и Чухин составили список людей, расстрелянных в Сандармохе, из 6200 имён. После гибели Чухина в автокатастрофе в мае 1997 года Дмитриев возглавил работу. 1 июля 1997 года он обнаружил место массовых захоронений под Медвежьегорском, получившее название Сандармох.
В 1999 году вышла книга Дмитриева «Место расстрела — Сандармох». Находясь в СИЗО по обвинению в совершении насильственных действий, Дмитриев работал над второй книгой — «Место памяти Сандармох». В 2019 году она была опубликована. Обе книги рассказывают о судьбах казнённых и о попытках современных учёных сохранить память о них.

## Награды
- Золотой Крест Заслуги (Польша, 2015)[9][10].
- Премия «Золотое перо Руси» (2005)[10][11].
- Почётная грамота Республики Карелия (2016)[10].
- Премии Московской Хельсинкской группы в области защиты прав человека (2018)[12]
- Премия Фонда памяти Анны Дальбек (Швеция, 2020) — за гражданское мужество в борьбе за права человека[13].
- Премия имени Льва Копелева (2020)[14].
- Премия свободы имени Андрея Сахарова (2021)[15]

## Уголовное дело Юрия Дмитриева и кампания за его освобождение

### Обвинения и ход следствия
13 декабря 2016 года Юрий Дмитриев был задержан, а позднее арестован по обвинению в изготовлении детской порнографии (п. «в» ч. 2 ст. 242.2 УК РФ) по анонимному доносу. Следствие утверждало, что Дмитриев неоднократно в период с 2012 года по 2015 год фотографировал обнажённой свою малолетнюю приёмную дочь «в целях изготовления порнографических материалов». Наталью, которой к тому времени исполнилось 11 лет, забрали органы опеки.
2 марта 2017 года ему также было официально предъявлено обвинение в совершении развратных действий в отношении несовершеннолетней (ч. 3 ст. 135 УК РФ) и в незаконном хранении оружия (ч.1 ст. 222 УК РФ), его арест был продлён. По мнению следствия, «развратные действия» заключались в самом акте фотографирования голого ребёнка, то есть просто фотографируя девочку обнажённой, Дмитриев тем самым уже развращал её.
При этом, по словам адвоката подсудимого В. Ануфриева и члена СПЧ С. Кривенко, фотографии не печатались, по электронной почте не пересылались и не распространялись в Интернете. На фото отсутствуют посторонние люди и предметы, предполагающие эротический подтекст. А делались фотографии для так называемой папки или дневника здоровья и для отчёта перед органами опеки за состояние здоровья приёмного ребёнка.
Экспертиза, проведённая АНО «Центр социокультурных экспертиз», обнаружила признаки порнографии в 9 из 140 фотографий, собранных в папку «здоровье ребёнка» или «дневник здоровья». В качестве оружия, в незаконном хранении которого обвиняли Дмитриева (точнее, «основной части оружия»), фигурировал обрез старого ружья, которое экспертиза, проведённая после ареста, оружием не сочла, так как он был ржавым и его было невозможно использовать по назначению.

### Кампания в поддержку Дмитриева

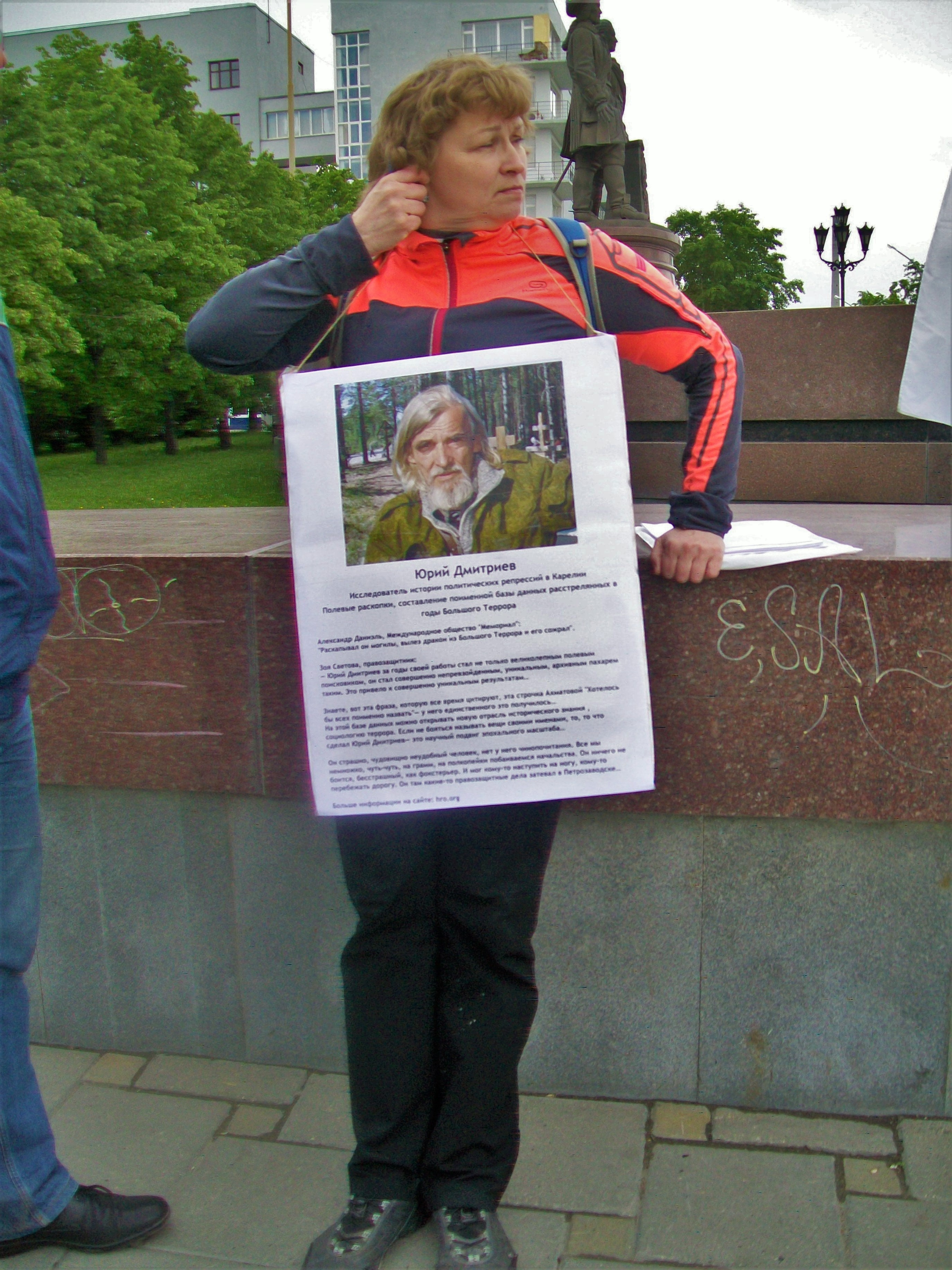
Активистка с портретом Юрия Дмитриева на пикете в защиту политзаключённых в Екатеринбурге
(6 июня 2017 года)

Множество людей не поверило в вину Дмитриева, и началась кампания за его освобождение. Союз журналистов Карелии опубликовал обращение с просьбой изменить обвиняемому меру пресечения, на улицах Петрозаводска проходили одиночные пикеты в защиту Дмитриева. На портале Change.org появилась петиция о его освобождении, которую за 5 дней подписали более 5 тысяч человек. В поддержку Дмитриева также выступили украинские общественные деятели, опубликовавшие обращение к мировой общественности. На стороне Дмитриева выступило и руководство «Мемориала». Уже 17 декабря 2016 года по поручению правления международного общества «Мемориал» его председатель Арсений Рогинский обратился к прокурору Республики Карелия, отметив, что обвинения против Дмитриева представляются «совершенно неправдоподобными». На пикетах в Санкт-Петербурге 6 января 2017 года Дмитриев фигурировал уже как политзаключённый наравне с Ильдаром Дадиным. Звучало мнение о том, что дело Дмитриева — часть кампании, направленной против «Мемориала».
Поэт Дмитрий Быков в авторской радиопередаче от 2 июня выступил в поддержку Дмитриева, назвав его дело абсурдным и сфабрикованным, а направление деятельности Дмитриева по восстановлению захоронений репрессированных — достойным создания специального научного института. В поддержку Дмитриева выступили также музыканты Леонид Фёдоров и Борис Гребенщиков, режиссёр Андрей Звягинцев, ряд церковных деятелей, писатели Борис Акунин и Людмила Улицкая, журналисты и общественные деятели. Специальное обращение с требованием освободить Дмитриева подписали более 400 иностранных деятелей культуры и искусства — в том числе лауреат Нобелевской премии по литературе Джон Кутзее. В обращении говорится о том, что Дмитриеву «должна быть предоставлена возможность продолжить работу по изучению истории ГУЛАГа и увековечиванию памяти жертв сталинской системы».

### Суд
1 июня 2017 года в Петрозаводске начались судебные слушания по делу Дмитриева. Наказание, согласно предъявленному обвинению, могло составить до 15 лет лишения свободы. Очередное заседание 15 июня сначала было прервано из-за подозрительного пакета (всех присутствующих эвакуировали из зала суда), а затем перенесено на 20 июня из-за неявки одного из свидетелей обвинения; по мнению защитников обвиняемого, затягивание процесса могло быть сознательным, с целью отвлечь внимание общественности и затруднить вызов свидетелей и экспертов. На заседании 22 июня приглашённый защитой эксперт, президент Национального института сексологии Лев Щеглов, заявил что фигурирующие в процессе фотографии не могут считаться порнографическим материалом. Он также резко раскритиковал проведённую следствием экспертизу, назвав её заключение «почти юмористическим документом».
27 декабря 2017 года суд отказал в продлении ареста Юрия Дмитриева, однако одновременно принял решение о его стационарном психиатрическом обследовании. Уже 28 декабря самолётом Дмитриев был доставлен в Москву для проведения психиатрического обследования в Федеральном медицинском исследовательском центре психиатрии и наркологии имени В. П. Сербского.
27 января 2018 года Юрий Дмитриев был освобождён из-под стражи под подписку о невыезде.
5 апреля 2018 года Дмитриев был оправдан по обвинению в изготовлении детской порнографии. При этом его приговорили к двум с половиной годам ограничения свободы по обвинению в незаконном хранении оружия, однако фактический срок наказания должен был составить 3 месяца с учётом времени, проведённого в СИЗО.

### Обжалование оправдательного приговора
13 апреля 2018 года прокуратура Петрозаводска обжаловала приговор в его оправдательной части, заявив о несоответствии выводов суда фактическим обстоятельствам дела и нарушениях уголовно-процессуального законодательства в ходе процесса. Апелляция рассматривалась Верховным судом Карелии. Также против оправдательного приговора выступила бабушка Натальи (с декабря 2017 года изъятая из семьи Дмитриева девочка проживала совместно с ней в деревне на севере Карелии, под Петрозаводском). По инициативе Уполномоченного по правам ребёнка в Республике Карелия Наталья была отправлена в Петрозаводск, где в присутствии бабушки опрошена психологами и дала показания против Дмитриева. Бабушка написала заявление в Следственный комитет Российской Федерации и позднее выступала в суде апелляционной инстанции.
14 июня 2018 года Верховный суд Карелии отменил оправдательный приговор.

### Новое обвинение и уголовное дело
27 июня 2018 года Дмитриев был вновь задержан. По словам дочери Дмитриева Екатерины Клодт, его задержали по дороге в Александро-Свирский монастырь (расположен в Ленинградской области), куда он отправился вместе со своей знакомой после поездки на кладбище в окрестностях Петрозаводска.
Телеканал НТВ опубликовал новость о том, что Дмитриев якобы был задержан при попытке уехать в Польшу из-за «новых фактов, доказывающих предъявленные ему обвинения (в изготовлении детской порнографии)», после чего адвокат Виктор Ануфриев заявил, что у Дмитриева нет заграничного паспорта и он не собирался покидать Россию.
ТАСС со ссылкой на источник в правоохранительных органах сообщал, что Дмитриева задержали не из-за нового уголовного дела, а за нарушение подписки о невыезде.
28 июня 2018 года Следственный комитет России объявил о возбуждении в отношении Дмитриева нового уголовного дела. На этот раз Дмитриев был обвинён в насильственных действиях сексуального характера, совершённых в отношении лица, не достигшего 14 лет. В тот же день Петрозаводский городской суд арестовал Дмитриева на два месяца, затем он был помещён на месяц в психиатрическую больницу № 6 Санкт-Петербурга. Арест неоднократно продлевался, заседания суда проходили в закрытом режиме. В мае 2020 года в СИЗО Петрозаводска были зарегистрированы случаи заражения коронавирусом, но даже после этого Верховный суд Карелии отказался изменить для Дмитриева меру пресечения. Очередной срок содержания под стражей должен был закончиться 6 июля 2020 года.

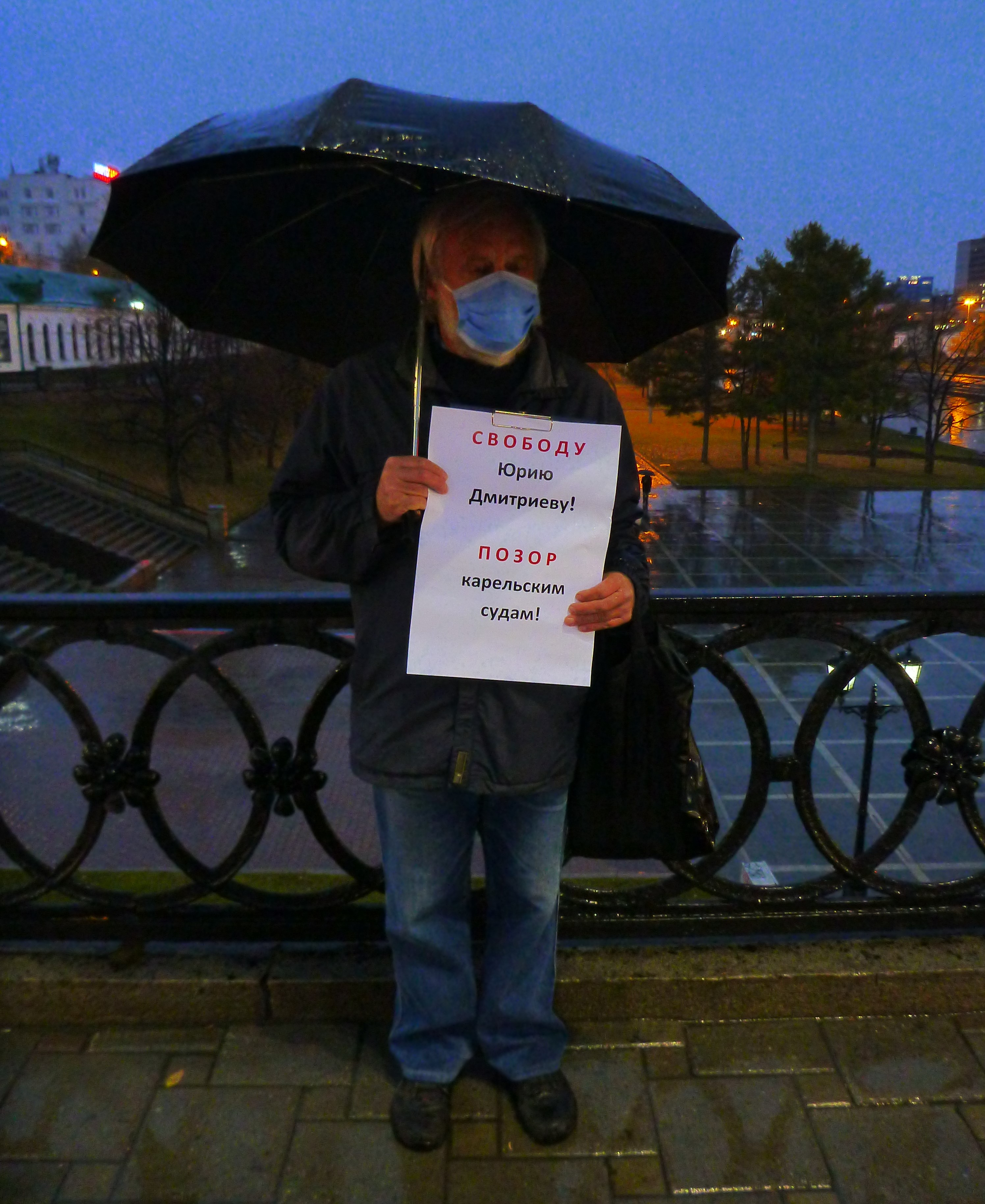
Пикетчик в Екатеринбурге с плакатом против осуждения Дмитриева к лишению свободы, 6 октября 2020 года

22 июля 2020 года Петрозаводским городским судом Дмитриев был признан виновным в совершении насильственных действий сексуального характера по отношению к несовершеннолетнему и приговорён к 3,5 годам лишения свободы; при этом он был оправдан по статьям об изготовлении порнографии, развратных действиях и хранении оружия. С учётом того, что один день пребывания в СИЗО считается за один день в колонии строгого режима, Дмитриев, если бы суд апелляционной инстанции не назначил ему больший срок, должен был выйти на свободу в ноябре 2020 года. 29 сентября Верховный суд Карелии увеличил срок Дмитриеву с 3,5 до 13 лет колонии. В ноябре 2020 года Дмитриев подал кассационную жалобу на приговор. 24 ноября Петрозаводский городской суд начал пересматривать дело главы Карельского Мемориала и продлил Дмитриеву срок содержания под стражей до конца февраля 2021 года.
16 февраля 2021 года 3-й кассационный суд оставил приговор без изменений. 12 октября 2021 года Верховный суд России отказал в пересмотре дела.
27 декабря 2021 года Петрозаводский городской суд (судья Хомякова Е.В.) ужесточил приговор до 15 лет лишения свободы.
Верховный суд Карелии 15 марта 2022 года оставил в силе обвинительный приговор по признанию Дмитриева виновным в изготовлении детской порнографии с участием его приемной дочери, совершении развратных действий и хранении оружия, подтвердив назначенное ему наказание в виде 15 лет лишения свободы в колонии строгого режима.

## Семья
Юрий Дмитриев был женат дважды. От первого брака у него есть дочь Екатерина Клодт и сын (по данным на 2017 год проживает в Москве). От Екатерины у него внук Даниил и внучка. С первой женой Дмитриев развёлся, когда дети были ещё несовершеннолетними, однако дети некоторое время проживали у отца.
Во втором браке у Дмитриева детей не было, поэтому он удочерил Наталью. Позже второй брак тоже распался — по словам Дмитриева, из-за того, что супруга хотела вернуть девочку в детский дом. После возбуждения уголовного дела Наталья была изъята из семьи; ей и родственникам Дмитриева запретили общаться; на данный момент девочка проживает совместно с родной бабушкой в деревне.